# MetroLyrics
MetroLyrics este un site web dedicat versurilor, fondat în 2002.
Baza de date a MetroLyrics conține peste 1 milion de cântece interpretate de peste 16.000 de artiști. Este a 9-a bază de date după mărime care oferă rezultate pe Google.

## Parteneriat
MetroLyrics are acorduri de parteneriat cu AOL Music, NME, MTV și Billboard.com.

## Istoric
MetroLyrics a fost cumpărat de CBS Radio în octombrie 2011.